# 阿里山淺裂繁縷
阿里山淺裂繁縷（学名：Nubelaria arisanensis）是石竹科淺裂繁縷属的植物，是台灣的特有植物。分布于台灣海拔1,200米至2,900米的地区。
阿里山淺裂繁縷在1911年時被劃分為卷耳属，後被歸類為繁缕属，名阿里山繁缕。在2019年時科學家替台灣、中國及日本的繁缕属植物創造新屬淺裂繁縷屬。